# Ali Baba Horasani
Ali Baba Horasani, född i Khorasan i Iran, död 1562 och begravd i Kruja i nuvarande Albanien, räknas som en helig man inom den islamska bektashi-orden.